# 4e étape du Tour de France Femmes 2023
Pour un article plus général, voir Tour de France Femmes 2023.
La 4e étape du Tour de France Femmes 2023 se déroule le mercredi 26 juillet 2023 entre Cahors et Rodez, sur une distance de 177,1 kilomètres. Elle a été remportée en solitaire par la Néerlandaise Yara Kastelijn de l'équipe Fenix-Deceuninck.

## Déroulement de la course
Unique rescapée de l’échappée de 14 coureuses qui a longtemps compté plus de sept minutes d’avance, la Néerlandaise Yara Kastelijn (Fenix-Deceuninck) a résisté au retour du groupe des favorites et remporte sa première victoire chez les professionnelles. La Belge Lotte Kopecky garde son maillot jaune. Résumé en image de l’étape.

## Résultats

### Classement de l'étape
| Classement de la 4e étape | Classement de la 4e étape | Classement de la 4e étape | Classement de la 4e étape      | Classement de la 4e étape |
|                           | Coureur                   | Pays                      | Équipe                         | Temps                     |
| ------------------------- | ------------------------- | ------------------------- | ------------------------------ | ------------------------- |
| 1er                       | Yara Kastelijn            | Pays-Bas                  | Fenix-Deceuninck               | en 4 h 38 min 39 s        |
| 2e                        | Demi Vollering            | Pays-Bas                  | SD Worx                        | + 1 min 11 s              |
| 3e                        | Anouska Koster            | Pays-Bas                  | Uno-X Pro Cycling Team         | + 1 min 12 s              |
| 4e                        | Annemiek van Vleuten      | Pays-Bas                  | Movistar Team                  | + 1 min 13 s              |
| 5e                        | Elisa Longo Borghini      | Italie                    | Lidl-Trek                      | + 1 min 13 s              |
| 6e                        | Katarzyna Niewiadoma      | Pologne                   | Canyon-SRAM Racing             | + 1 min 13 s              |
| 7e                        | Ashleigh Moolman Pasio    | Afrique du Sud            | AG Insurance-Soudal Quick-Step | + 1 min 13 s              |
| 8e                        | Célia Le Mouël            | France                    | St Michel-Mavic-Auber93        | + 1 min 13 s              |
| 9e                        | Kathrin Hammes            | Allemagne                 | EF Education-TIBCO-SVB         | + 1 min 23 s              |
| 10e                       | Alice Maria Arzuffi       | Italie                    | Ceratizit-WNT                  | + 1 min 23 s              |
| modifier                  |                           |                           |                                |                           |

### Bonifications en temps
|   | Coureur             | Pays     | Équipe               | Secondes |
| - | ------------------- | -------- | -------------------- | -------- |
| 1 | Audrey Cordon-Ragot | France   | Human Powered Health | 6 s      |
| 2 | Yara Kastelijn      | Pays-Bas | Fenix-Deceuninck     | 4 s      |
| 3 | Thalita de Jong     | Pays-Bas | Liv Racing TeqFind   | 2 s      |

|   | Coureur        | Pays     | Équipe                 | Secondes |
| - | -------------- | -------- | ---------------------- | -------- |
| 1 | Yara Kastelijn | Pays-Bas | Fenix-Deceuninck       | 10 s     |
| 2 | Demi Vollering | Pays-Bas | SD Worx                | 6 s      |
| 3 | Anouska Koster | Pays-Bas | Uno-X Pro Cycling Team | 4 s      |

### Points attribués
| Sprint intermédiaire Rignac (km 130,6) | Sprint intermédiaire Rignac (km 130,6) | Sprint intermédiaire Rignac (km 130,6) | Sprint intermédiaire Rignac (km 130,6) | Sprint intermédiaire Rignac (km 130,6) |
| -------------------------------------- | -------------------------------------- | -------------------------------------- | -------------------------------------- | -------------------------------------- |
|                                        | Coureur                                | Pays                                   | Équipe                                 | Point(s)                               |
| 1er                                    | Romy Kasper                            | Allemagne                              | AG Insurance-Soudal Quick-Step         | 25                                     |
| 2e                                     | Lucinda Brand                          | Pays-Bas                               | Lidl-Trek                              | 20                                     |
| 3e                                     | Thalita de Jong                        | Pays-Bas                               | Liv Racing TeqFind                     | 17                                     |
| 4e                                     | Marthe Truyen                          | Belgique                               | Fenix-Deceuninck                       | 15                                     |
| 5e                                     | Kathrin Hammes                         | Allemagne                              | EF Education-TIBCO-SVB                 | 13                                     |
| 6e                                     | Anouska Koster                         | Pays-Bas                               | Uno-X Pro Cycling Team                 | 11                                     |
| 7e                                     | Célia Le Mouël                         | France                                 | St Michel-Mavic-Auber93                | 10                                     |
| 8e                                     | Coryn Labecki                          | États-Unis                             | Jumbo-Visma                            | 9                                      |
| 9e                                     | Jeanne Korevaar                        | Pays-Bas                               | Liv Racing TeqFind                     | 8                                      |
| 10e                                    | Alice Maria Arzuffi                    | Italie                                 | Ceratizit-WNT                          | 7                                      |
| 11e                                    | Sheyla Gutiérrez                       | Espagne                                | Movistar Team                          | 6                                      |
| 12e                                    | Audrey Cordon-Ragot                    | France                                 | Human Powered Health                   | 5                                      |
| 13e                                    | Christine Majerus                      | Luxembourg                             | SD Worx                                | 4                                      |
| 14e                                    | Yara Kastelijn                         | Pays-Bas                               | Fenix-Deceuninck                       | 3                                      |
| 15e                                    | Karlijn Swinkels                       | Pays-Bas                               | Jumbo-Visma                            | 2                                      |
| modifier                               |                                        |                                        |                                        |                                        |

| Arrivée d'étape Rodez (km 177,1) | Arrivée d'étape Rodez (km 177,1) | Arrivée d'étape Rodez (km 177,1) | Arrivée d'étape Rodez (km 177,1) | Arrivée d'étape Rodez (km 177,1) |
| -------------------------------- | -------------------------------- | -------------------------------- | -------------------------------- | -------------------------------- |
|                                  | Coureur                          | Pays                             | Équipe                           | Point(s)                         |
| 1er                              | Yara Kastelijn                   | Pays-Bas                         | Fenix-Deceuninck                 | 30                               |
| 2e                               | Demi Vollering                   | Pays-Bas                         | SD Worx                          | 25                               |
| 3e                               | Anouska Koster                   | Pays-Bas                         | Uno-X Pro Cycling Team           | 22                               |
| 4e                               | Annemiek van Vleuten             | Pays-Bas                         | Movistar Team                    | 19                               |
| 5e                               | Elisa Longo Borghini             | Italie                           | Lidl-Trek                        | 17                               |
| 6e                               | Katarzyna Niewiadoma             | Pologne                          | Canyon-SRAM Racing               | 15                               |
| 7e                               | Ashleigh Moolman Pasio           | Afrique du Sud                   | AG Insurance-Soudal Quick-Step   | 13                               |
| 8e                               | Célia Le Mouël                   | France                           | St Michel-Mavic-Auber93          | 11                               |
| 9e                               | Kathrin Hammes                   | Allemagne                        | EF Education-TIBCO-SVB           | 9                                |
| 10e                              | Alice Maria Arzuffi              | Italie                           | Ceratizit-WNT                    | 7                                |
| 11e                              | Thalita de Jong                  | Pays-Bas                         | Liv Racing TeqFind               | 6                                |
| 12e                              | Juliette Labous                  | France                           | Team DSM-Firmenich               | 5                                |
| 13e                              | Christine Majerus                | Luxembourg                       | SD Worx                          | 4                                |
| 14e                              | Lotte Kopecky                    | Belgique                         | SD Worx                          | 3                                |
| 15e                              | Lucinda Brand                    | Pays-Bas                         | Lidl-Trek                        | 2                                |
| modifier                         |                                  |                                  |                                  |                                  |

### Cols et côtes
| Col de Crayssac (km 16,5) 4e catégorie (2,3 km à 4,8 %) | Col de Crayssac (km 16,5) 4e catégorie (2,3 km à 4,8 %) | Col de Crayssac (km 16,5) 4e catégorie (2,3 km à 4,8 %) | Col de Crayssac (km 16,5) 4e catégorie (2,3 km à 4,8 %) | Col de Crayssac (km 16,5) 4e catégorie (2,3 km à 4,8 %) |
| ------------------------------------------------------- | ------------------------------------------------------- | ------------------------------------------------------- | ------------------------------------------------------- | ------------------------------------------------------- |
|                                                         | Coureur                                                 | Pays                                                    | Équipe                                                  | Point(s)                                                |
| 1er                                                     | Anouska Koster                                          | Pays-Bas                                                | Uno-X Pro Cycling Team                                  | 2                                                       |
| 2e                                                      | Kathrin Hammes                                          | Allemagne                                               | EF Education-TIBCO-SVB                                  | 1                                                       |
| modifier                                                |                                                         |                                                         |                                                         |                                                         |

| Côte de Falgeyras (km 84,9) 4e catégorie (3,0 km à 4,0 %) | Côte de Falgeyras (km 84,9) 4e catégorie (3,0 km à 4,0 %) | Côte de Falgeyras (km 84,9) 4e catégorie (3,0 km à 4,0 %) | Côte de Falgeyras (km 84,9) 4e catégorie (3,0 km à 4,0 %) | Côte de Falgeyras (km 84,9) 4e catégorie (3,0 km à 4,0 %) |
| --------------------------------------------------------- | --------------------------------------------------------- | --------------------------------------------------------- | --------------------------------------------------------- | --------------------------------------------------------- |
|                                                           | Coureur                                                   | Pays                                                      | Équipe                                                    | Point(s)                                                  |
| 1er                                                       | Anouska Koster                                            | Pays-Bas                                                  | Uno-X Pro Cycling Team                                    | 2                                                         |
| 2e                                                        | Kathrin Hammes                                            | Allemagne                                                 | EF Education-TIBCO-SVB                                    | 1                                                         |
| modifier                                                  |                                                           |                                                           |                                                           |                                                           |

| Côte de Colombiès (km 142,7) 3e catégorie (6,5 km à 4,2 %) | Côte de Colombiès (km 142,7) 3e catégorie (6,5 km à 4,2 %) | Côte de Colombiès (km 142,7) 3e catégorie (6,5 km à 4,2 %) | Côte de Colombiès (km 142,7) 3e catégorie (6,5 km à 4,2 %) | Côte de Colombiès (km 142,7) 3e catégorie (6,5 km à 4,2 %) |
| ---------------------------------------------------------- | ---------------------------------------------------------- | ---------------------------------------------------------- | ---------------------------------------------------------- | ---------------------------------------------------------- |
|                                                            | Coureur                                                    | Pays                                                       | Équipe                                                     | Point(s)                                                   |
| 1er                                                        | Anouska Koster                                             | Pays-Bas                                                   | Uno-X Pro Cycling Team                                     | 3                                                          |
| 2e                                                         | Kathrin Hammes                                             | Allemagne                                                  | EF Education-TIBCO-SVB                                     | 2                                                          |
| 3e                                                         | Marthe Truyen                                              | Belgique                                                   | Fenix-Deceuninck                                           | 1                                                          |
| modifier                                                   |                                                            |                                                            |                                                            |                                                            |

| Côte de Moyrazès (km 161,7) 2e catégorie (4,6 km à 5,5 %) | Côte de Moyrazès (km 161,7) 2e catégorie (4,6 km à 5,5 %) | Côte de Moyrazès (km 161,7) 2e catégorie (4,6 km à 5,5 %) | Côte de Moyrazès (km 161,7) 2e catégorie (4,6 km à 5,5 %) | Côte de Moyrazès (km 161,7) 2e catégorie (4,6 km à 5,5 %) |
| --------------------------------------------------------- | --------------------------------------------------------- | --------------------------------------------------------- | --------------------------------------------------------- | --------------------------------------------------------- |
|                                                           | Coureur                                                   | Pays                                                      | Équipe                                                    | Point(s)                                                  |
| 1er                                                       | Yara Kastelijn                                            | Pays-Bas                                                  | Fenix-Deceuninck                                          | 5                                                         |
| 2e                                                        | Anouska Koster                                            | Pays-Bas                                                  | Uno-X Pro Cycling Team                                    | 3                                                         |
| 3e                                                        | Sheyla Gutiérrez                                          | Espagne                                                   | Movistar Team                                             | 2                                                         |
| 4e                                                        | Thalita de Jong                                           | Pays-Bas                                                  | Liv Racing TeqFind                                        | 1                                                         |
| modifier                                                  |                                                           |                                                           |                                                           |                                                           |

| \| Côte de Lavernhe (km 168,2) 3e catégorie (2,2 km à 7,1 %) \| Côte de Lavernhe (km 168,2) 3e catégorie (2,2 km à 7,1 %) \| Côte de Lavernhe (km 168,2) 3e catégorie (2,2 km à 7,1 %) \| Côte de Lavernhe (km 168,2) 3e catégorie (2,2 km à 7,1 %) \| Côte de Lavernhe (km 168,2) 3e catégorie (2,2 km à 7,1 %) \| \| --------------------------------------------------------- \| --------------------------------------------------------- \| --------------------------------------------------------- \| --------------------------------------------------------- \| --------------------------------------------------------- \| \| \| Coureur \| Pays \| Équipe \| Point(s) \| \| 1er \| Yara Kastelijn \| Pays-Bas \| Fenix-Deceuninck \| 3 \| \| 2e \| Anouska Koster \| Pays-Bas \| Uno-X Pro Cycling Team \| 2 \| \| 3e \| Thalita de Jong \| Pays-Bas \| Liv Racing TeqFind \| 1 \| \| modifier \| \| \| \| \| |                 |          |                        |          |
| Côte de Lavernhe (km 168,2) 3e catégorie (2,2 km à 7,1 %) |                 |          |                        |          |
| | Coureur         | Pays     | Équipe                 | Point(s) |
| 1er | Yara Kastelijn  | Pays-Bas | Fenix-Deceuninck       | 3        |
| 2e | Anouska Koster  | Pays-Bas | Uno-X Pro Cycling Team | 2        |
| 3e | Thalita de Jong | Pays-Bas | Liv Racing TeqFind     | 1        |
| modifier |                 |          |                        |          |

### Prix de la combativité
- Yara Kastelijn (Fenix-Deceuninck)

## Classements à l'issue de l'étape

### Classement général
| Classement général | Classement général     | Classement général | Classement général             | Classement général  |
|                    | Coureur                | Pays               | Équipe                         | Temps               |
| ------------------ | ---------------------- | ------------------ | ------------------------------ | ------------------- |
| 1er                | Lotte Kopecky          | Belgique           | SD Worx                        | en 15 h 47 min 25 s |
| 2e                 | Demi Vollering         | Pays-Bas           | SD Worx                        | + 43 s              |
| 3e                 | Ashleigh Moolman Pasio | Afrique du Sud     | AG Insurance-Soudal Quick-Step | + 51 s              |
| 4e                 | Katarzyna Niewiadoma   | Pologne            | Canyon-SRAM Racing             | + 51 s              |
| 5e                 | Elisa Longo Borghini   | Italie             | Lidl-Trek                      | + 51 s              |
| 6e                 | Annemiek van Vleuten   | Pays-Bas           | Movistar Team                  | + 51 s              |
| 7e                 | Yara Kastelijn         | Pays-Bas           | Fenix-Deceuninck               | + 1 min 0 s         |
| 8e                 | Liane Lippert          | Allemagne          | Movistar Team                  | + 1 min 39 s        |
| 9e                 | Juliette Labous        | France             | Team DSM-Firmenich             | + 1 min 48 s        |
| 10e                | Cecilie Uttrup Ludwig  | Danemark           | FDJ-Suez                       | + 1 min 49 s        |
| modifier           |                        |                    |                                |                     |

| Classement par points | Classement par points  | Classement par points | Classement par points          | Classement par points |
| --------------------- | ---------------------- | --------------------- | ------------------------------ | --------------------- |
|                       | Coureur                | Pays                  | Équipe                         | Point(s)              |
| 1er                   | Lotte Kopecky          | Belgique              | SD Worx                        | 128 points            |
| 2e                    | Lorena Wiebes          | Pays-Bas              | SD Worx                        | 100 pts               |
| 3e                    | Ashleigh Moolman Pasio | Afrique du Sud        | AG Insurance-Soudal Quick-Step | 92 pts                |
| 4e                    | Marianne Vos           | Pays-Bas              | Jumbo-Visma                    | 64 pts                |
| 5e                    | Yara Kastelijn         | Pays-Bas              | Fenix-Deceuninck               | 60 pts                |
| 6e                    | Anouska Koster         | Pays-Bas              | Uno-X Pro Cycling Team         | 58 pts                |
| 7e                    | Demi Vollering         | Pays-Bas              | SD Worx                        | 57 pts                |
| 8e                    | Elisa Longo Borghini   | Italie                | Lidl-Trek                      | 37 pts                |
| 9e                    | Liane Lippert          | Allemagne             | Movistar Team                  | 36 pts                |
| 10e                   | Katarzyna Niewiadoma   | Pologne               | Canyon-SRAM Racing             | 35 pts                |
| modifier              |                        |                       |                                |                       |

| Classement de la meilleure grimpeuse | Classement de la meilleure grimpeuse | Classement de la meilleure grimpeuse | Classement de la meilleure grimpeuse | Classement de la meilleure grimpeuse |
| ------------------------------------ | ------------------------------------ | ------------------------------------ | ------------------------------------ | ------------------------------------ |
|                                      | Coureur                              | Pays                                 | Équipe                               | Point(s)                             |
| 1er                                  | Anouska Koster                       | Pays-Bas                             | Uno-X Pro Cycling Team               | 19 points                            |
| 2e                                   | Yara Kastelijn                       | Pays-Bas                             | Fenix-Deceuninck                     | 16 pts                               |
| 3e                                   | Kathrin Hammes                       | Allemagne                            | EF Education-TIBCO-SVB               | 11 pts                               |
| 4e                                   | Julie Van de Velde                   | Belgique                             | Fenix-Deceuninck                     | 9 pts                                |
| 5e                                   | Georgia Williams                     | Nouvelle-Zélande                     | EF Education-TIBCO-SVB               | 4 pts                                |
| 6e                                   | Lotte Kopecky                        | Belgique                             | SD Worx                              | 3 pts                                |
| 7e                                   | Marlen Reusser                       | Suisse                               | SD Worx                              | 3 pts                                |
| 8e                                   | Katarzyna Niewiadoma                 | Pologne                              | Canyon-SRAM Racing                   | 3 pts                                |
| 9e                                   | Elisa Longo Borghini                 | Italie                               | Lidl-Trek                            | 2 pts                                |
| 10e                                  | Thalita de Jong                      | Pays-Bas                             | Liv Racing TeqFind                   | 2 pts                                |
| modifier                             |                                      |                                      |                                      |                                      |

| Classement général de la meilleure jeune | Classement général de la meilleure jeune | Classement général de la meilleure jeune | Classement général de la meilleure jeune | Classement général de la meilleure jeune |
|                                          | Coureur                                  | Pays                                     | Équipe                                   | Temps                                    |
| ---------------------------------------- | ---------------------------------------- | ---------------------------------------- | ---------------------------------------- | ---------------------------------------- |
| 1er                                      | Cédrine Kerbaol                          | France                                   | Ceratizit-WNT                            | en 15 h 50 min 32 s                      |
| 2e                                       | Ella Wyllie                              | Nouvelle-Zélande                         | Lifeplus Wahoo                           | + 2 min 45 s                             |
| 3e                                       | Eleonora Gasparrini                      | Italie                                   | UAE Team ADQ                             | + 3 min 44 s                             |
| 4e                                       | Silke Smulders                           | Pays-Bas                                 | Liv Racing TeqFind                       | + 7 min 29 s                             |
| 5e                                       | Alice Towers                             | Grande-Bretagne                          | Canyon-SRAM Racing                       | + 7 min 59 s                             |
| 6e                                       | Léa Curinier                             | France                                   | Team DSM-Firmenich                       | + 10 min 44 s                            |
| 7e                                       | Caroline Andersson                       | Suède                                    | Liv Racing TeqFind                       | + 11 min 53 s                            |
| 8e                                       | Julia Borgström                          | Suède                                    | AG Insurance-Soudal Quick-Step           | + 13 min 11 s                            |
| 9e                                       | Camille Fahy                             | France                                   | St Michel-Mavic-Auber93                  | + 22 min 42 s                            |
| 10e                                      | Nina Berton                              | Luxembourg                               | Ceratizit-WNT                            | + 25 min 9 s                             |
| modifier                                 |                                          |                                          |                                          |                                          |

| Classement par équipes | Classement par équipes         | Classement par équipes | Classement par équipes |
|                        | Équipe                         | Pays                   | Temps                  |
| ---------------------- | ------------------------------ | ---------------------- | ---------------------- |
| 1re                    | SD Worx                        | Pays-Bas               | en 47 h 24 min 25 s    |
| 2e                     | Movistar Team                  | Espagne                | + 4 min 37 s           |
| 3e                     | Canyon-SRAM Racing             | Allemagne              | + 4 min 47 s           |
| 4e                     | Lidl-Trek                      | États-Unis             | + 5 min 42 s           |
| 5e                     | UAE Team ADQ                   | Émirats arabes unis    | + 6 min 21 s           |
| 6e                     | FDJ-Suez                       | France                 | + 7 min 13 s           |
| 7e                     | Jumbo-Visma                    | Pays-Bas               | + 7 min 50 s           |
| 8e                     | AG Insurance-Soudal Quick-Step | Belgique               | + 9 min 34 s           |
| 9e                     | Fenix-Deceuninck               | Belgique               | + 9 min 53 s           |
| 10e                    | EF Education-TIBCO-SVB         | États-Unis             | + 11 min 18 s          |
| modifier               |                                |                        |                        |

## Abandons
Trois abandons ont eu lieu lors de la 4e étape :
- Elise Uijen (Team DSM-Firmenich) : abandon
- Rachele Barbieri (Liv Racing TeqFind) : abandon
- Anaïs Morichon (Arkéa Pro Cycling Team) : abandon